# Eurya roemeri
Eurya roemeri är en tvåhjärtbladig växtart som beskrevs av Lauterbach. Eurya roemeri ingår i släktet Eurya och familjen Pentaphylacaceae. Inga underarter finns listade i Catalogue of Life.